# Gynoplistia (Gynoplistia) fumipennis bifasciata
Gynoplistia (Gynoplistia) fumipennis bifasciata is een ondersoort van de tweevleugelige Gynoplistia (Gynoplistia) fumipennis uit de familie steltmuggen (Limoniidae). De ondersoort komt voor in het Australaziatisch gebied.